# Rosenhöhe
Le parc de Rosenhöhe est un jardin historique situé sur une colline à l'est de Darmstadt, en Hesse, en Allemagne. Aménagé à partir de 1810 par la grande-duchesse Wilhelmine de Bade, il est intégré à un vaste complexe Art Nouveau (de) par le grand-duc Ernest-Louis de Hesse à la fin du XIXe siècle.
Réputé pour sa roseraie, le parc de Rosenhöhe possède notamment un dôme monumental. Le parc abrite, par ailleurs, la nécropole de l'ancienne famille grand-ducale de Hesse.
De 1894 à 1944, le parc a, par ailleurs, accueilli un château (de), détruit pendant les bombardements aériens qui ont frappé Darmstadt à la fin de la Seconde Guerre mondiale.